# Post Luxembourg
Post Luxembourg tidligere Entreprise des Postes et Télécommunications er en statsejet luxembourgsk post og telekommunikationsvirksomhed. Virksomheden oprinder fra Luxembourgs statsejede PTT som blev etableret i 1842, der blev lavet til en virksomhed i 1992.
Post Luxembourg har andel en 16 andre virksomheder, hvilket inkluderer eBRC data centres (100%), Editus.lu (100%), Eltrona, HotCity, Infomail (45%), Intech, Michel Greco (60%), Netcore (100%), POST Telecom (100%), POST PSF Consulting (100%), Victor Buck Services (majoritet), Visual Online (51%).
30. september 2013 fusionerede P&T Luxembourg og LuxGSM til et samlet brand, POST Luxembourg. LUXGSM mobilnetværket fik i den forbindelse navnet POST.